# Hughes Helicopters
«Хьюз гелико́птерс» (англ. Hughes Helicopters) — американская вертолётостроительная компания, существовавшая в 1950—1980-х годах. Создана в 1947 году Говардом Хьюзом. Наиболее известные модели вертолётов «Хьюз геликоптерс» — OH-6 «Кейюз» (гражданские версии — Модель 500) и AH-64 «Апач». В 1984 году компания вошла в состав МакДоннелл Дуглас.

## Продукция
| Модель              | Первый полет | Построено | Комментарии |
| ------------------- | ------------ | --------- | --- |
| Hughes XH-17        | 1952         | 1         | Экспериментальный тяжёлый транспортный вертолет, Летающий кран.                                                                                         |
| Hughes 269          | 1956         | 2800      | Лёгкий тренировочный вертолёт, выпускался по лицензии в Италии и Японии. В настоящее время производится компанией Sikorsky Aircraft как Sikorsky S-300. |
| Hughes OH-6 Cayuse  | 1963         | 1420      | Лёгкий разведывательный и связной вертолёт. |
| Hughes 500          | 1963         | 4700      | Гражданская версия OH-6. |
| Hughes XV-9         | 1964         | 1         | Экспериментальный скоростной вертолёт с реактивными соплами на концах лопастей несущего винта.                                                          |
| Hughes AH-64 Apache | 1975         | 2400      | Вертолёт огневой поддержки. |
| Hughes 500 Defender | 1976         | 471       | Лёгкий многоцелевой военный вертолёт, дальнейшее развитие модели Hughes 500. Современные варианты - McDonnell Douglas MD 500 Defender и Boeing AH-6.    |